# Hiroaki Namba
Hiroaki Namba (jap. 難波 宏明 Namba Hiroaki; ur. 9 grudnia 1982) – japoński piłkarz występujący na pozycji napastnika. Obecnie występuje w FC Gifu.

## Kariera klubowa
Od 2001 roku występował w klubach Vissel Kobe, Tochigi SC, Yokohama FC, Mito HollyHock i FC Gifu.